# Stazione di Yusu
La Stazione di Yusu (柚須駅?, Yusu-eki) è una stazione ferroviaria situata nella cittadina di Kasuya, nel distretto omonimo della prefettura di Fukuoka, lungo la linea Sasaguri.

## Linee e servizi ferroviari
JR Kyushu
■ Linea Fukuhoku-Yutaka (servizio ferroviario)
■ Linea Sasaguri

## Struttura
La stazione è costituita da un marciapiede a isola con due binari passanti in superficie. L'accesso al fabbricato viaggiatori avviene a raso, con un passaggio a livello pedonale interno al piano binari.
| 1 | ■ Linea Fukuhoku-Yutaka |  | per Keisen, Shin-Iizuka e Nōgata |
| 2 | ■ Linea Fukuhoku-Yutaka |  | per Hakata                       |

## Stazioni adiacenti
| «                     | Servizio              | »                     |
| Linea Fukuhoku Yutaka | Linea Fukuhoku Yutaka | Linea Fukuhoku Yutaka |
| --------------------- | --------------------- | --------------------- |
| Harumachi             | Locale                | Yoshizuka             |
| Chōjabaru             | Rapido                | Yoshizuka             |